# Vitalij Lyscov
Vitalij Aleksandrovič Lyscov (in russo Виталий Александрович Лысцов?; traslitterazione anglosassone: Vitaliy Aleksandrovich Lystsov; Voronež, 11 luglio 1995) è un calciatore russo, difensore dello Šinnik.

## Palmarès

### Club

#### Competizioni nazionali
- Coppa di Russia: 1

Lokomotiv Mosca: 2020-2021